# Moise Kean
Moise Bioty Kean (Vercelli, 28 februari 2000) is een Italiaans-Ivoriaans voetballer die doorgaans als aanvaller speelt. Hij verruilde Juventus in juli 2024 voor Fiorentina. Kean debuteerde in 2018 in het Italiaans voetbalelftal.

## Clubcarrière
Kean werd geboren in Vercelli als zoon van Ivoriaanse ouders. Hij speelde in de jeugd bij Torino. In 2010 maakte hij de overstap naar stadsgenoot Juventus. Kean debuteerde op 19 november 2016 op zestienjarige leeftijd in de Serie A, thuis tegen Pescara Calcio. Hij viel na 84 minuten in voor Mario Mandžukić. Juventus won met 3–0 na doelpunten van Sami Khedira, Mandžukić en Hernanes. Kean maakte in de laatste speelronde van het seizoen 2016/17 zijn eerste doelpunt in het eerste van Juventus, uit tegen Bologna. Hij maakte die dag in de 94e minuut de winnende 1-2.
Juventus verhuurde Kean in augustus 2017 voor een jaar aan Hellas Verona, dat in het voorgaande seizoen naar de Serie A promoveerde. Hij eindigde met die ploeg onder de degradatiestreep. Na zijn terugkeer naar Italië lukte het hem in het seizoen 2018/19 niet om door te breken in het eerste. Juventus accepteerde in augustus 2019 een bod van €32.000.000,- van Everton om Kean definitief over te nemen. Het kreeg daarbij tot €8.000.000,- extra in het vooruitzicht aan eventuele bonussen. Kean tekende vervolgens een verbintenis tot medio 2024 bij de Engelse club.
Kean wist zich ook bij de Engelse middenmotor niet in de basis te spelen. Hij speelde in zijn eerste seizoen in Engeland 29 wedstrijden in de Premier League, maar was in 23 daarvan invaller. Everton verhuurde Kean daarom in oktober 2020 voor de rest van het seizoen 2020/21 aan Paris Saint-Germain. Hier vond hij wel zijn draai. Hij begon in 22 van de 26 resterende speelronden in de basis en maakte dertien doelpunten, waarmee hij voor het eerst in zijn profcarrière de dubbele cijfers haalde. Bij zijn terugkeer in Engeland was er opnieuw geen perspectief voor Kean. Everton verhuurde hem in augustus 2021 daarom voor twee jaar aan zijn oude club Juventus. Dat ging daarbij de verplichting aan om hem daarna definitief in te lijven en daarvoor circa €30.000.000,- over te maken naar de Engelse club. Kean kon zich opnieuw niet in de basis spelen bij Juventus, maar kwam in de volgende twee seizoenen toch 60 competitieronden in actie, in 37 daarvan als invaller. Hij maakte daarin elf goals. 

## Clubstatistieken
| Seizoen | Club                  | Competitie     | Competitie | Competitie | Beker | Beker | Internationaal | Internationaal | Totaal | Totaal |
| Seizoen | Club                  | Competitie     | Wed.       | Dlp.       | Wed.  | Dlp.  | Wed.           | Dlp.           | Wed.   | Dlp.   |
| ------- | --------------------- | -------------- | ---------- | ---------- | ----- | ----- | -------------- | -------------- | ------ | ------ |
| 2016/17 | Juventus              | Serie A        | 3          | 1          | 0     | 0     | 1              | 0              | 4      | 1      |
| 2017/18 | → Hellas Verona       | Serie A        | 19         | 4          | 1     | 0     | —              | —              | 20     | 4      |
| 2018/19 | Juventus              | Serie A        | 13         | 6          | 1     | 1     | 3              | 0              | 17     | 7      |
| 2019/20 | Everton               | Premier League | 29         | 2          | 4     | 0     | —              | —              | 33     | 2      |
| 2020/21 | Everton               | Premier League | 2          | 0          | 2     | 2     | —              | —              | 4      | 2      |
| 2020/21 | → Paris Saint-Germain | Ligue 1        | 26         | 13         | 6     | 1     | 9              | 3              | 41     | 17     |
| 2021/22 | Everton               | Premier League | 1          | 0          | 1     | 0     | —              | —              | 2      | 0      |
| 2021/22 | → Juventus            | Serie A        | 32         | 5          | 4     | 0     | 6              | 1              | 42     | 6      |
| 2022/23 | → Juventus            | Serie A        | 28         | 6          | 2     | 1     | 10             | 1              | 40     | 8      |
| 2023/24 | Juventus              | Serie A        | 19         | 0          | 1     | 0     | —              | —              | 20     | 0      |
| 2024/25 | Fiorentina            | Serie A        | 29         | 17         | 1     | 1     | 9              | 5              | 39     | 23     |
| TOTAAL  | TOTAAL                | TOTAAL         | 201        | 54         | 23    | 6     | 38             | 10             | 262    | 70     |

## Interlandcarrière
Kean kwam uit voor Italië –15, –17, –19, –20 en –21. Hij debuteerde op 20 november 2018 in het Italiaans voetbalelftal, tijdens een met 1–0 gewonnen oefeninterland thuis tegen de Verenigde Staten. Zijn eerste doelpunt voor de nationale ploeg volgde op 23 maart 2019, in zijn tweede interland. Hij maakte toen de 2–0 tijdens een met diezelfde cijfers gewonnen kwalificatiewedstrijd voor het EK 2020, thuis tegen Finland.
3 dagen later was hij ook trefzeker. In een met 6-0 gewonnen kwalificatiewedstrijd voor het EK 2020 thuis tegen Liechtenstein maakte hij de 5-0.

## Erelijst
| Competitie            |          |                  |          |          |
| Competitie            | Aantal   | Jaren            |          |          |
| Juventus              | Juventus | Juventus         | Juventus | Juventus |
| --------------------- | -------- | ---------------- | -------- | -------- |
| Kampioen Serie A      | 2x       | 2016/17, 2018/19 |          |          |
| Coppa Italia          | 1x       | 2016/17          |          |          |
| Supercoppa Italiana   | 1x       | 2018             |          |          |
| Paris Saint-Germain   |          |                  |          |          |
| Coupe de France       | 1x       | 2020/21          |          |          |
| Trophée des Champions | 1x       | 2020             |          |          |